# Statute of Monopolies
Statue of Monopolies (da.: Statutten for Monopoler) var en bemærkelsesværdig lov vedtaget af det engelske parlament, der den første lovstadfæstede udøvelse af engelsk patentlov. Patenter udviklede sig fra patentbreve udstedt af monarken, der skænkede dygtige personer med nye teknikker monopoler på bestemte industrier. Systemet, der oprindeligt skulle styrke Englands økonomi ved at gøre det selvforsynende og fremme nye industrier, endte gradvist med at blive anset som værende en måde at rejse penge på (ved at opkræve betaling fra patenthavere) uden at skulle pådrage sig offentlighedens upopularitet med en skat. Især Elizabeth I brugte i vid udstrækning systemet og udstedte patenter på almindelige råvarer som stivelse og salt. Uroligheder fik hende til sidst overtalt til at overlade administrationen af patenter til domstolenes common law praksis. Dog brugte hendes efterfølger, James I, det endnu mere. På trods af et udvalg der blev nedsat til at undersøge klager og udskejelser, gjorde parlamentet flere bestræbelser på begrænse monarkens magt yderligere. Resultatet blev Statutten for Monopoler, der blev vedtaget den 29. maj 1624 (selvom det på det tidspunkt mentes at være 1623).
Statutten ophævede nogle tidligere og fremtidige patenter og monopoler, men bevarede undtagelser: en af disse undtagelser var patenter på nye opfindelser. Statutten, der bliver set som et afgørende øjeblik i udviklingen af patentretten, er også blevet beskrevet som "et af pejlemærkerne i overgangen af [Englands] økonomi fra det feudale til det kapitalistiske".  Selvom statutten var gældende lov, tog det over et århundrede for en omfattende juridisk doktrin for patenter at komme i stand, og James I's efterfølger Charles I misbrugte regelmæssigt patentsystemet til at sikre, at alle sager vedrørende hans handlinger blev behandlet i forligsdomstole kontrolleret af ham. Den engelske borgerkrig og den deraf følgende engelske restauration indskrænkede endelig dette system af magtmisbrug. Statutten er i dag stadig grundstenen i australsk lov, og indtil Storbritannien begyndte at følge den europæiske patentkonvention i 1977, var den også en stærk søjle i Storbritanniens intellektuelle ejendomsret.